# Epiphany (álbum de Chrisette Michele)
Epiphany é um álbum de estúdio de Chrisette Michele.